# Cratere Lamont (Luna)
Lamont è un cratere lunare di 83,23 km situato nella parte nord-orientale della faccia visibile della Luna.
Il cratere è dedicato all'astronomo tedesco di nascita scozzese Johann von Lamont.